# Facultad de Ciencias de la Educación (Universidad de Granada)
La Facultad de Ciencias de la Educación de Granada es un centro docente universitario perteneciente a la Universidad de Granada, dedicado a la docencia e investigación de los estudios relacionados con la didáctica, la pedagogía y la educación. Se encuentra en el Campus Universitario de Cartuja.

## Docencia
Actualmente en la Facultad de Ciencias de la Educación de la Universidad de Granada se imparten los siguientes estudios universitarios oficiales:
- Grado en Educación Infantil
- Grado en Educación Primaria
- Grado en Educación Social
- Grado en Pedagogía
- Doble Grado en Educación Primaria y Estudios Ingleses
- Doble Grado en Educación Primaria y Estudios Franceses
- Máster Universitario en Formación de Profesionales de la Formación: Formación para la Enseñanza Superior
- Máster Universitario en Didáctica de la Matemática
- Máster Universitario en Educación Social: Investigación y Desarrollo Profesional
- Máster Universitario en Educador Ambiental
- Máster Universitario en Intervención Psicopedagógica
- Máster Universitario en Investigación e Innovación en Currículum y Formación
- Máster Universitario en Formación del Profesorado de ESO y Bachillerato Especialidades:
  - Orientación Educativa
  - Formación y Orientación Laboral

## Instalaciones y servicios
La Facultad de Ciencias de la Educación cuenta con tres edificios propios contiguos entre sí. El edificio Central, de cuatro plantas de altura, aglutina la mayor parte de servicios de la facultad: Secretaría, Decanato, despachos docentes, servicio de reprografía, aulas de Informática, sala de juntas, aula magna, cafetería y comedor. Este edificio también agrupa varias aulas docentes, aulas de música y laboratorios de biología, geología, física, química e idiomas.
Junto al edificio central la actividad docente se complementa con un aulario con 12 aulas de docencia adicionales, un aula de plástica, un aula de tecnología y grabado, un laboratorio de fotografía, un centro de medios digitales y visuales, así como un servicio de reprografía y un aula de informática adicionales.
El tercer edificio aloja la biblioteca universitaria, con una colección de más de 71.000 volúmenes de referencia, así como material audiovisual. Este edificio también cuenta con una sala de lectura y estudio y una hemeroteca.
De igual manera, las actividades propias de los estudiantes que requieren de actividad física o deportiva se imparten fuera de la facultad, en el Pabellón Polideportivo de Cartuja de la Universidad de Granada, el cual se encuentra situado en el mismo campus que la facultad.
El Laboratorio de Recursos audiovisuales de la facultad, situado en el edificio aulario, cuenta con material multiuso para la producción y edición de material audiovisual, contando con un control de imagen y sonido, un locutorio, plató y despacho y es de acceso a alumnos, investigadores y personal de la universidad que requiera el uso de estos servicios bajo autorización previa del centro.

## Departamentos docentes
La Facultad de Ciencias de la Educación cuenta con docencia y además es sede principal de todos los departamentos docentes de la Universidad de Granada relacionados con la didáctica, la pedagogía y la educación. Concretamente los siguientes departamentos son los que tienen su sede en dicha facultad:
- Departamento de Didáctica de la Expresión Musical, Plástica y Corporal
- Departamento de Didáctica de la Lengua y la Literatura
- Departamento de Didáctica de la Matemática
- Departamento de Didáctica de las Ciencias Experimentales
- Departamento de Didáctica de las Ciencias Sociales
- Departamento de Didáctica y Organización Escolar
- Departamento de Métodos de Investigación y Diagnóstico en Educación
- Departamento de Departamento de Pedagogía
- Departamento de Pedagogía Psicología Evolutiva y de la Educación

Además, existen otros departamentos que cuenta con docencia en las asignaturas de los títulos impartidos en la Facultad de Ciencias de la Educación, aunque tienen su sede principal en otros centros de la UGR como los departamentos de Antropología Social, Trabajo Social y Servicios Sociales, Ciencias Políticas, Economía Aplicada, Filosofía, Literatura, Psicología Social, Sociología, Educación Física y Deportiva,...